# A Messenger to Kearney
Pour plus de détails, voir Fiche technique et Distribution.
A Messenger to Kearney est un film muet américain réalisé par Fred Huntley et sorti en 1912.

## Fiche technique
- Réalisation : Fred Huntley
- Scénario : Everett McNeil, d'après son histoire
- Production : William Nicholas Selig
- Genre : Film dramatique, Thriller, Film de guerre
- Dates de sortie : 
  -  États-Unis : 12 août 1912

## Distribution
- Hobart Bosworth : Clay Davis
- Harry Ennis : 1er trappeur
- James Robert Chandler : Second trappeur
- Al Ernest Garcia : Palo Vasquez
- Frank Richardson : le père d'Isabel
- Edward H. Philbrook : Kearney
- William H. Stratton : Chico
- Phyllis Gordon : Isabel Morello
- Anna Dodge : la mère d'Isabel
- Camille Astor : la servante indienne